# Motorkørsel og færdselsloven
|  | Denne artikel er oprettet af botten PalnaBot ud fra en ekstern database. Den kan derfor have sproglige fejl eller mangler. Denne skabelon kan fjernes efter kontrol af indholdet. |

Motorkørsel og færdselsloven er en film instrueret af Ib Dam, Kent Hansen.

## Handling
Hvis alle overholdt færdselsloven, kunne antallet af ulykker nedsættes. Lovens bestemmelser beskrives.